# 競友

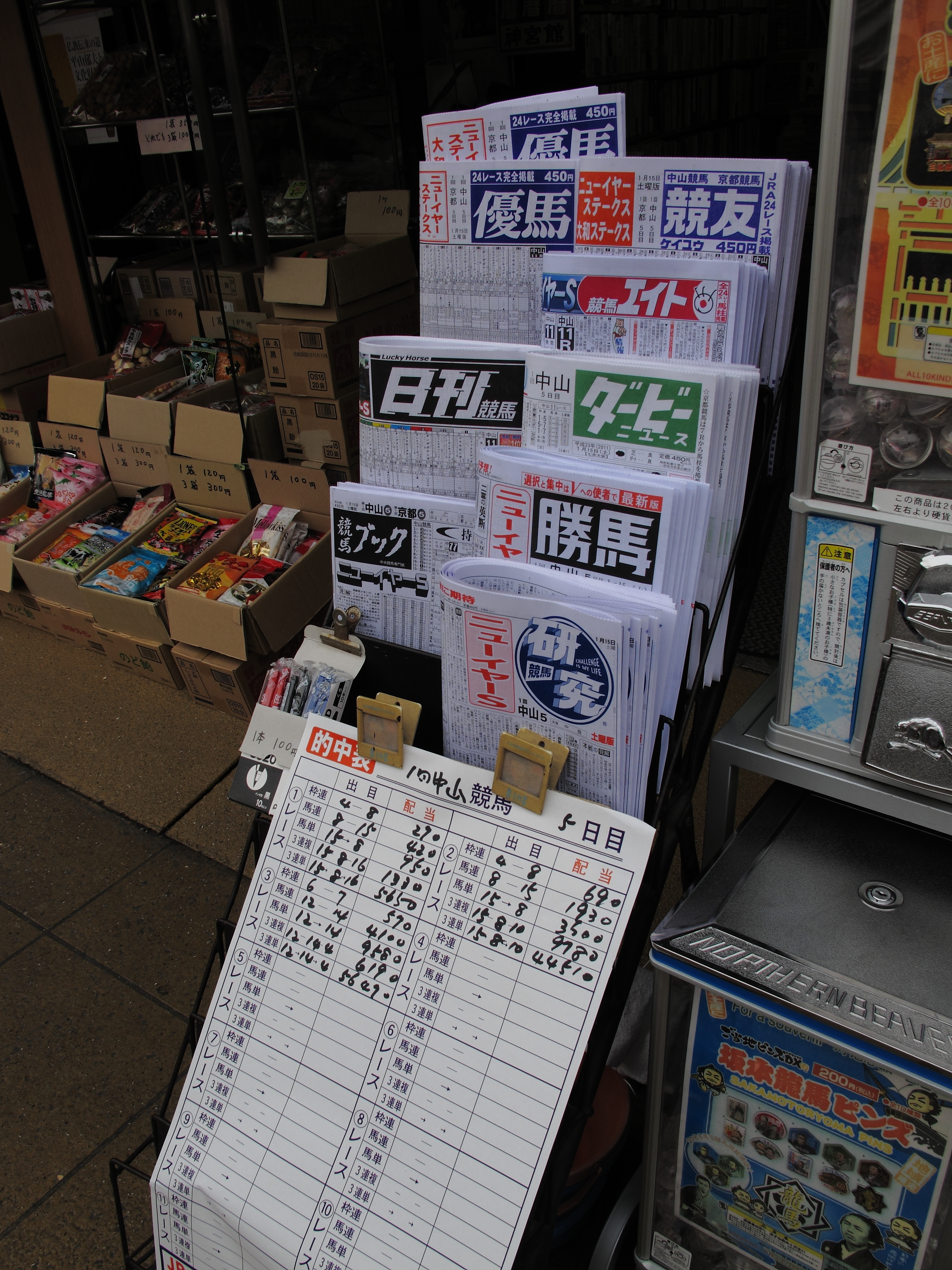
販売されている競友（右上、2011年）

競友（けいゆう）は、東京都を拠点とする中央競馬対象の競馬新聞。発行元は競友調教通信株式会社。ケイユウとカタカナ表記されることもあり、2019年4月6日(同年4月5日発売)分からは題号が「ケイユウ 競友」に変更された。

## 概要
1950年（昭和25年）創刊。1986年（昭和61年）に一度『競友セブン』に紙名を変更するが、その後元の紙名に戻っている。
発行元は後に『優馬』の発行元である中光印刷の傘下に入ったため、『優馬』とは兄弟紙となっている（本社所在地が両社とも同一）。ただし『優馬』が全国販売されているのに対し、本紙は関東圏のみの販売である。
2014年現在の看板記者は渡辺芳徳（本紙予想担当、『ラジオ日本 土曜・日曜競馬実況中継』レギュラー解説者）。
2013年4月より電子版の配信を開始した。

## 放送系メディアとの関係
親会社の中光印刷が発行する優馬と同じく、ラジオ日本と深い関係にあるが、競友として解説者を派遣しはじめたのは21世紀になってからで、まだまだ歴史は浅い。
2001年（平成13年）、同業のケイシュウNEWSが中央競馬版を廃刊、地方版のみに特化するため『ラジオ日本競馬実況中継』（土曜1部）から降板することになった。ラジオ日本では後継を中光印刷に打診したところ、それまでどこの放送局にも解説者を派遣していなかった競友から新たに人を出すとの回答が得られ、渡辺をメイン解説者として受け入れた。その後パドック解説の前田智基も加入し、一時は4人のトラックマンが派遣された。2020年（令和2年）7月19日放送をもってラジオ日本でのすべての提供を優馬共々一旦降板したが、解説者の派遣は継続する。

### 主なスタッフの放送系メディア出演

#### 現在
- 前田智基 - ラジオ日本『競馬実況中継』（土曜1部）パドック解説担当。『中央競馬大作戦』（土曜）、グリーンチャンネル『トラックマンTV』にも出演。
- 松田匡弘 - ラジオ日本（日曜2部前半）パドック解説担当。
- 渡辺芳徳 - ラジオ日本（土曜2部）実況席メイン解説、グリーンチャンネル『VANで勝ち馬さがしてみませんか』兼任。2001年4月7日着任。2020年9月5日までは土曜1部レギュラー出演だったが、9月12日放送より2部に移動し、ダービーニュースOBの長谷川仁志および優馬社長佐藤直文と開催ごと交替で務める。

#### 過去
- 山下優 - 2020年11月30日限りで退社、了徳寺健二HDを経て現・スポーツ報知大阪本社西日本主場本紙予想担当。グリーンチャンネル『中央競馬全レース中継』パドック解説、またラジオ日本で他の解説者に欠けが生じた場合の予備役を歴任。